# Sourcing
 (décembre 2014).
Si vous disposez d'ouvrages ou d'articles de référence ou si vous connaissez des sites web de qualité traitant du thème abordé ici, merci de compléter l'article en donnant les références utiles à sa vérifiabilité et en les liant à la section « Notes et références ».

Le sourçage (en anglais sourcing), est le fait de trouver des fournisseurs ou des candidats dans les achats, les ressources humaines et les services informatiques (IT). Le terme « sourçage » est la francisation du nom verbal anglais « sourcing » (« approvisionnement ») venant du verbe « to source » (« se procurer », « acheter », « s'approvisionner en »).
Dans les domaines de la recherche et de la surveillance d'informations, le sourçage consiste à identifier les sources légitimes, compétentes et efficaces, ces sources pouvant être humaines ou numériques.

## Achats
Le mot sourcing est employé dans le monde des affaires pour qualifier l'acte qui vise à réduire le coût général des achats. Cette expression est utilisée pour désigner l’action de recherche, localisation et évaluation d’un fournisseur ad hoc, afin de répondre à un besoin identifié (en matière de biens ou de services) formulé par une entreprise ou par un service ou un département de cette entreprise :
- Identifier et développer de nouveaux fournisseurs à l'international
- Élargir le panel des fournisseurs aptes pour un marché
- Vendre le besoin (marketing de l’achat)
- Augmentation de la concurrence dans le panel des fournisseurs existants
- Comparaison continue du prix et de la qualité sur le marché mondial
- Destruction ou prévention des monopoles
- Découverte d’innovations apportées par de nouveaux fournisseurs
- Le sourcing peut consister à laisser une entreprise autre que la sienne gérer la partie achat dans un pays autre que le sien, ainsi que toutes les activités qui en découlent (négociation des prix, suivi et contrôle de la marchandise, logistique de transport et de dédouanement, gestion du service après-vente).

## Ressources humaines
En gestion des ressources humaines, le sourcing est un terme utilisé pour décrire un processus qui a pour objectif d'identifier des candidats correspondant aux profils recherchés par le client. Autrement dit, le sourcing est l’ensemble des actions réalisées pour accéder à son vivier et générer un maximum de candidatures ciblées sur un poste donné.
L'identification est à la fois un processus interne — recherches multi-critères au sein du vivier de candidats, bases de données internes, annuaires des écoles... — et externe — phoning (appels téléphoniques) par les chargés de recherche, recherche sur le web, accès à des candidathèques et à des CVthèques...
Ce sourcing indispensable est en général effectué par les assistants (ou chargés) de recherche, lorsque ces derniers existent, ou le cas échéant, par les consultants en recrutement eux-mêmes, qui gèrent alors l'ensemble du processus de recrutement.
Le sourcing se situe donc en amont d'une prestation de recrutement. Dans la vague de l'externalisation de la fonction recrutement qui est née début 2000, certaines prestations de sourcing intègrent une « chasse de têtes ». On parle alors de « sourcing évolutif » ou de « smart sourcing ». Les différents modes composant le sourcing sont les suivants : 

### Mobilité interne
La mobilité interne concerne un changement de poste de travail, de métier, de fonction au sein de la même organisation ou du même groupe.
C’est donc un recrutement interne par laquelle l'entreprise procède au choix d'une personne pour occuper un poste en son sein. A ce titre, l'environnement interne de l'entreprise devient le champ dans lequel le recrutement doit susciter des candidatures.
Nous distinguons trois principaux types de mobilités internes :
La mobilité horizontale (aussi intitulée mobilité transversale ou mobilité fonctionnelle) se caractérise par les changements de poste de travail, de métier à un niveau hiérarchique identique.
La mobilité verticale concerne la situation du salarié qui change de poste, afin de bénéficier d’un accroissement de responsabilités, d’une reconnaissance hiérarchique et d’une augmentation salariale.
La mobilité géographique correspond au salarié qui change de lieu de travail mais qui exerce le même métier. On peut également distinguer la mobilité géographique nationale de la mobilité internationale.
les avantages pour l’entreprise
- Une solution pour les métiers en tension
- Donner des perspectives aux bons salariés et donc les fidéliser
- Le recruté est rapidement opérationnel car il connait déjà la structure de l’entreprise
- Faible cout de recrutement et gain de temps pour les recruteurs

Les avantages pour le salarié :
- Développement personnel
- Vision plus globale de sa fonction
- Portefeuille de compétences
- Progresser sans prendre le risque de quitter son environnement professionnel

### Candidatures spontanées
Il s’agit des candidatures déposées à l’entreprise sans communication de sa part d’un besoin précis et réel. Ces types de candidatures sont importants car ils permettent de rendre disponible et exploitable le vivier des candidatures. Ce qui renvoie à la base de données d’une entreprise qui contient les profils de salariés et de candidats pertinents ; il est constitué généralement à partir de la CVthèque.
Dans le cadre du sourcing le nombre de candidatures spontanées donnent un aperçu de la notoriété de l’entreprise.
Enfin il est aussi utile pour l’entreprise de recevoir des candidatures spontanées car c’est un retour sur investissement de long terme.

### Cooptation
La cooptation est le fait de recommander une personne de son réseau pour un poste. Aussi appelé « recrutement participatifs » ou « parrainage ». Ces types de démarche représente 37% des recrutements des cadres en France.
La cooptation dispose de nombreux avantages :
- des économies en ce qui concerne l’employabilité de nouveaux salariés ;
- le coopteur peut bénéficier d’une prime ou d’avantage en nature de la part de son employeur ;
- cela mobilise les salariés de l’entreprise ;
- cela permet de limiter les erreurs de recrutement car elle est recommandée par un salarié et donc quelqu’un qui connait la politique interne de l’entreprise et les aptitudes de la personne cooptée.

Cette méthode dispose aussi de contraintes telles que :
- des abus qui peuvent réduire la diversité dans l’entreprise ;
- la cooptation n’est pas applicable partout ;
- elle ne résout pas tous les problèmes.

La cooptation doit être organisée et communiquée à l’aide d’un kit de communication afin d’informer les salariés de l’entreprise ce mode de recrutement est surtout un indicateur de climat social qui est différent du piston.

### Institutionnels (en France)
- Pôle emploi est un établissement public à caractère administratif (EPA), chargé de l'emploi en France. Créé le 19 décembre 2008, il est issu de la fusion entre l'ANPE et les Assédic. Il réforme du service public de l’emploi en 2008 – loi du 13 février.[pas clair]
- APEC (Association pour l'emploi des cadres) est une association française, privée et paritaire, financée par les cotisations des cadres et des entreprises, dont l'objectif est le service et le conseil aux entreprises. Ce service est destiné aux cadres et aux jeunes diplômés de l'enseignement supérieur. Il s'agit d'un jobboard spécialisé dans l'emploi des cadres, tous secteurs confondus, couvrant l'intégralité du territoire français. Contrairement à la plupart des jobboards, l'ensemble des services de diffusion d'offres d'emploi est gratuit pour les recruteurs privés . En effet toutes les entreprises du secteur privé versent une cotisation à l’Apec. Au contraire, l'APEC est un service payant pour les entreprises étrangères et pour le secteur public. Une CVthèque (nommée candidapec) est constituée, ce qui permet aux chercheurs d'emploi de déposer leur CV à l'attention des employeurs.
- L’Apecita (Association pour l’emploi des cadres, ingénieurs et techniciens de l’agriculture et de l’agroalimentaire) a été créée en 1954, agréée par l’ANPE en 1970. Elle est reconnue d'utilité publique en 1971. L’Apecita est devenue en 1981, par la volonté des partenaires sociaux, une association paritaire ayant pour mission de proposer des emplois dans les secteurs touchant de près ou de loin l'agriculture, l'agroalimentaire et l'environnement.

### Agences d’emploi (Etablissements de travail temporaire: ETT)
Quelques définitions :
- Intérim: nom issu du latin interim qui signifie « pendant ce temps-là ». L'intérim est le temps pendant lequel une fonction est assurée par un remplaçant, le titulaire étant indisponible.
- Gestion : Recrutement par l’entreprise / prise en charge de l’administration du personnel : déclaration préalable à l’embauche, visite médicale, contrat, paie…
- Délégation : Intérimaires disponibles et opérationnels pour assurer la continuité de l’activité. Prise en charge du recrutement de l’intérimaire (CVthèque) et de l’administration du personnel.

### Cabinets de recrutement
On distingue généralement trois types de cabinets de recrutement:
- Les cabinets de recrutement en bases de données (CVthèques), qui fonctionnent en cherchant des candidatures dans leurs propres bases de données, ou dans des bases de données externes, généralement hébergées par des jobboards
- Les cabinets de recrutement par annonces, qui fonctionnent uniquement en réceptionnant et sélectionnant les candidatures reçues après la publication d'une offre d'emploi.
- Les cabinets de recrutement par approche directe (les «chasseurs de tête») sont des cabinets qui vont chercher les candidats qui n'ont pas fait de démarche de recherche d'emploi de façon active.

### Un réseau social professionnel
C'est un réseau à usage exclusivement professionnel, orienté sur la mise en valeur et les échanges professionnels de ses membres, à la différence des réseaux sociaux grand public. Toute personne désirant y inscrire son CV et se créer un réseau professionnel peut y participer.

### Le site carrière de l'entreprise
Le site carrière appartient à l'entreprise qui y diffuse ses propres offres d'emploi. Il peut s'agir d'un site distinct de celui de l'entreprise, souvent hébergé sous un sous-domaine, ou d'un simple espace destiné aux recrutements sur le site de l'entreprise lui-même. Il permet à l'entreprise de maîtriser totalement sa communication et sa présentation (valeurs d'entreprise, témoignages de salariés, etc.) auprès de son vivier de candidat. Il permet également à l'entreprise de communiquer directement avec les candidats, sans dépendre d'un intermédiaire quelconque. Exemple du site carrière de la startup Wizbii.

## Services informatiques
Dans le domaine des services informatiques, le sourcing (IT sourcing) consiste à confier tout ou partie d'un service ou d'une fonction de l'informatique d'entreprise à un fournisseur (nouveaux développements logiciels, tierce maintenance applicative, maintenance en conditions opérationnelles, support technique, ...).
À partir de 2001, l'université de Carnegie Mellon a développé un référentiel d'évaluation, eSCM, utilisé dans le conseil en sourcing afin d'améliorer la relation entre clients et fournisseurs dans le cadre de la fourniture de services utilisant les technologies de l'information.
Le terme d'« IT sourcing managment » correspond aux processus mis en œuvre par les cabinets de conseil spécialisés afin d’évaluer les stratégies de sourcing, mettre en œuvre le modèle de sourcing retenu (programmes de transformation), suivre l’exécution des contrats (pilotage contractuel) et analyser la performance des résultats obtenus (niveaux de services conformes aux attentes, atteinte des gains, ...).
Dès les années 2000, des cabinets de conseil se sont spécialisés dans cette gestion des services délivrés par des tiers (pure-players de l'IT sourcing managment) contribuant ainsi au développement de ce marché. En 2009, plus de 60 % des entreprises françaises déclarent avoir mis en place une politique de sourcing. Mais au-delà de l'évolution des relations client-fournisseur et de leur industrialisation, l'IT Sourcing Management a induit la création de nouveaux métiers au sein d'entités spécialisées dans les entreprises clientes et dans les cabinets de conseil visant à répondre aux nouveaux enjeux des entreprises : « manager de contrat », « vendor manager ».